# Topçu (Familienname)
Topçu ist ein türkischer Familienname mit der Bedeutung „der Artillerist“.

## Namensträger
- Canan Topçu (* 1965), deutsche Journalistin und Autorin türkischer Herkunft
- Caner Topçu (* 1997), türkischer Schauspieler
- Ebru Topçu (* 1996), türkische Fußballspielerin
- Emirhan Topçu (* 2000), türkischer Fußballspieler
- Mutlu Topçu (* 1970), türkischer Fußballspieler und -trainer
- Nurettin Topçu (1909–1975), türkischer Schriftsteller
- Özlem Topçu (* 1977), deutsche Journalistin und Reporterin türkischer Herkunft
- Yaşar Topçu (* 1941), türkischer Politiker